# Kobrow
Kobrow är en kommun och ort i Landkreis Ludwigslust-Parchim i förbundslandet Mecklenburg-Vorpommern i Tyskland.
I kommunen finns orterna Wamckow, Kobrow (I), Dessin, Kobrow II och Stieten.
Kommunen ingår i kommunalförbundet Amt Sternberger Seenlandschaft tillsammans med kommunerna Blankenberg, Borkow, Brüel, Dabel, Hohen Pritz, Kloster Tempzin, Kuhlen-Wendorf, Mustin, Sternberg, Weitendorf och Witzin.